# Српска православна омладина Инзбрук
Српска православна омладина Инзбрук (СПОЈИ) је српско омладинско културно и хуманитарно удружење које окупља младе вернике Српске православне цркве и једна је од најактивнијих организација српске заједнице у Аустрији.

## Историјат
Српска православна омладина Инзбрук је основана на празник Уласка Господа Исуса Христа у Јерусалим - Цвети, 12. априла 2009. године у Инзбруку, од стране девет младих припадника српске заједнице, од којих је најмлађи имао 15, а најстарији 20 година. Било је замишљено да СПОЈИ најпре делује у самом Инзбруку као седишту, потом покрајини Тирол, затим Аустрији и на крају читавој Европи.
У културном делу рада, постављени су циљеви у погледу очувања српског језика и ћириличког писма, српске историје и традиције, духовности, националног идентитета...
Прва реализована активност након само шест месеци од оснивања, јесте била хуманитарна акција за децу и народ на Косову и Метохији.

## Активности

### Сећање на Диану Будисављевић
СПОЈИ од 2010. године активно чува сећање на хуманитарку Диану Будисављевић, родом из Инзбрука, која је током Другог светског рата спасила 15.336 српске деце из усташких логора смрти у Независној Држави Хрватској. Уз помоћ једног члана организације који је и члан Социјалдемократске партије, ступили су у контакт са Покретом ослобођења Тирола, како би пронашли њену родну кућу и на њој покренули постављање спомен-табле. Наредне 2011. године су пред градском скупштином покренули поступак да постхумно буде одликована Орденом града Инзбрука, што се и догодило.
Септембра 2014. године су у Инзбруку угостили глумца и редитеља Тихомира Станића, који је намеравао да сними филм о логору Јасеновац, као и две жене које су преживеле логор Јасеновац захваљујући Диани Будисављевић, те су са њима обишли Дианин гроб.
Када су Сенат града Инзбрука и Одбор за културу одлучили да на њеној родној кући поставе спомен-таблу, појавио се проблем, јер у првобитној верзији натписа на табли није стајало да се радило о српској деци. На интервенцију Српске православне омладине Инзбрук, градски Сенат је 18. новембра 2020. године једногласно донео нову одлуку, да на спомен-табли буде јасно назначено да је реч о деци српске националности. Пре покретања ове иницијативе, ступили су у контакт са др Миланом Кољанином, Јасмином Тутуновић из Музеја жртава геноцида, али и Наташом Матаушић, некадашњом директорком Спомен подручја Јасеновац.
На иницијативу СПОЈИ, уз подршку амбасаде Србије у Бечу, генералног конзулата у Салцбургу и Српске православне цркве у Аустрији, један вртић у Инзбруку је 2021. године понео име Диане Будисављевић.

### Повезивање српских организација у дијаспори и матици
Један од главних циљева СПОЈИ јесте да допринесе повезивању српских организација у дијаспори и матици. У Инзбруку су 15. децембра 2019. године организовали предавање "Који значај данас има српска дијаспора и како превазићи предрасуде и јаз између дијаспоре и матице Србије?", на којем су говорили историчари Борисав Челиковић, уредник едиције "Корени" у издању Службеног гласника и др и Немања Девић са Института за савремену историју.

### Трибине
Организовали су у Инзбруку неколико десетина трибина на теме из српске историје. На трибини под називом „Ђенерал Драгољуб Михаиловић Дража и антифашистичка улога Србије у ослобађању Европе од фашизма“, 14. новембра 2015. године, говорили су епископ аустријско-швајцарски Андреј и мр Радован Калабић. Такође, организовали су аустријску премијеру филма Бориса Малагурског о Београду. Међу осталих гостима на њиховим трибинама били су академик Матија Бећковић и Бора Ђорђевић.

### Часопис
Српска православна омладина Инзбрук издаје тематски часопис СПОЈИ.

### Хуманитарне активности
Српска православна омладина Инзбрук је организовала више акција прикупљања помоћи за децу и народ на Косову и Метохији, укључујући и хуманитарни турнир у малом фудбалу.